# Trevæld Centret
Trevæld Centret er et tværkorpsligt spejdercenter mellem De grønne pigespejdere og KFUM Spejderne startet i 1972. Centret ligger i Midtjylland tæt på Holstebro. Centret er over 32 tønder land og bruges både til spejderlejre, men også lejrture. 

## Trevlere
De frivillige på centeret hedder Trevlere. Det er dem der vedligholder centeret og er der i centerlejrperioderne. De mødes cirka 6 gange om året i weekenden. For at blive Trevler skal man være 16 år og man skal haft en eller anden grad af tilknytning til spejderarbejdet hos KFUM – og KFUK-spejdere og nogle få fra DDS og FDF.